# Murchadh O'Brian
Murchadh O'Brian était le fils du roi Godred Crovan [réf. nécessaire]. Lagman, le fils aîné de Godred, fut le premier à hériter du trône de Man. En plus d'être roi de l'île de Man de 1115 à 1137, Murchadh était aussi roi de Dublin, jusqu'à ce que son frère cadet, Olaf Ier[Information douteuse] , puisse régner.
Le seul fait remarquable de son règne fut qu'il força le roi norvégien Magnus Berføtt à abandonner sa domination sur les Îles (Man et Hébrides)[Information douteuse] .